# Sidney Herbert, 1. Baron Herbert of Lea

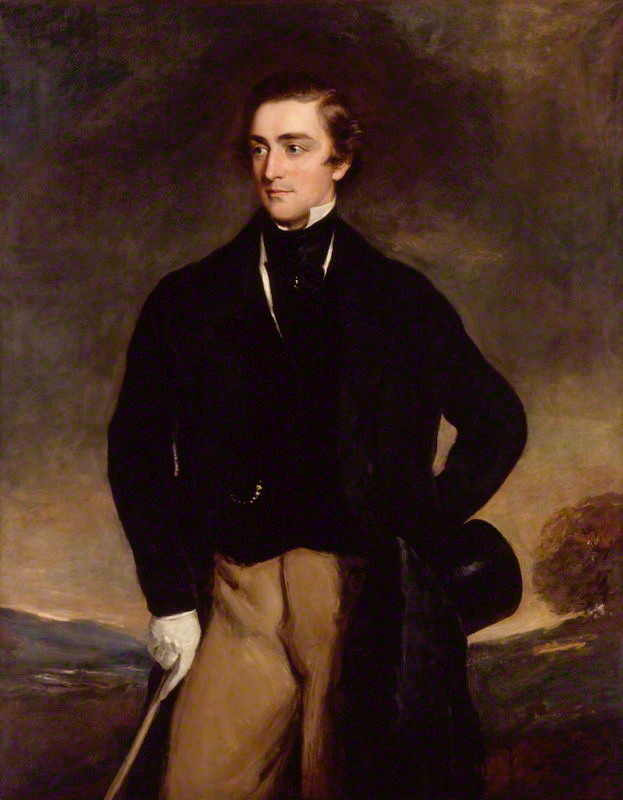
Sidney Herbert, Gemälde von Francis Grant, 1847, National Portrait Gallery, London

Sidney Herbert, 1. Baron Herbert of Lea, PC (* 16. September 1810 in Richmond, Surrey; † 2. August 1861 im Wilton House, Wilton bei Salisbury, Wiltshire), war ein britischer Politiker des 19. Jahrhunderts, der knapp drei Jahrzehnte als Abgeordneter im House of Commons saß und verschiedene Staatssekretär- und Ministerposten, etwa als Verteidigungsminister, ausübte. Er gehörte der Konservativen Partei an, war aber vor allem an liberalen Regierungen beteiligt. Bekannt wurde Herbert während des Krimkrieges als Förderer der Florence Nightingale, mit deren Unterstützung er später das Sanitätswesen und die Krankenpflege in der britischen Armee reformierte. Ab Januar 1861 war er als Baron Herbert of Lea Mitglied des House of Lords.

## Karriere
Sidney Herbert war ein jüngerer Sohn des George Herbert, 11. Earl of Pembroke aus der Familie Herbert. Er besuchte die Harrow School und studierte am Oriel College der University of Oxford von 1828 bis 1831 klassische Altertumswissenschaft. Er war Mitglied des Debattierclubs Oxford Union.
Nach Abschluss seiner Studien begann eine Blitzkarriere in der Politik: Im Jahr 1832 wurde er für die Tory Party im Alter von nur 22 Jahren als einer von zwei Abgeordneten des Wahlkreises South Wiltshire ins House of Commons gewählt, wo er bis 1861, also für 29 Jahre, verbleiben sollte. Kurz nach seinem Einzug ins Unterhaus schloss er sich der neu gegründeten Conservative Party an, deren liberalem Flügel er angehörte. Gefördert wurde er von Robert Peel.
Während der kurzen ersten Amtszeit Robert Peels als Premierminister war Sidney Herbert 1834/35 einer der beiden Lord Ellenborough unterstellten Staatssekretäre des Board of Control, der Aufsichtsbehörde der East India Company. Nach dem Zusammenbruch dieser Regierung wurde der Whig-Politiker Lord Melbourne neuer Premierminister und Herbert gehörte bis 1841 der Opposition an.
Während der zweiten Amtszeit Peels war Herbert zunächst in den Jahren 1841 bis 1845 Staatssekretär zur Admiralität. Im Februar 1845 wurde er dann zum Kriegs-Staatssekretär (Secretary at War) ernannt und erhielt als solcher einen Platz im Kabinett. Zugleich wurde er Mitglied des Kronrates (Privy Council). Der Secretary at War war dem Kolonial- und Kriegsminister – zu diesem Zeitpunkt Gladstone – unterstellt und befasste sich als Leiter des War Office mit der Verwaltung und Organisation der Armee.
Wie Premierminister Peel und nahezu sämtliche anderen Mitglieder der Regierung wandte sich auch Sidney Herbert 1846 vom Protektionismus – bis dahin einer der zentralen Grundsätze der Konservativen – ab und dem Freihandel zu. Der folgende Streit um die Abschaffung der Corn Laws führte dann im Sommer des Jahres zum Zusammenbruch der Regierung Peel und Spaltung der konservativen Partei in zwei Lager. Sidney Herbert wurde ein führendes Mitglied der wirtschaftsliberalen Peelite-Fraktion, die sich von der protektionistisch eingestellten Parteimehrheit abspaltete.
Während der nun folgenden Whig-Regierung unter Lord Russel wie auch unter der kurzlebigen protektionistisch-konservativen Regierung unter Lord Derby war Herbert in der Opposition und spielte politisch keine größere Rolle. Erst ab 1852 gehörte er in der Whig-Peelite-Koalitionsregierung unter Premierminister Lord Aberdeen wieder als Secretary at War dem Kabinett an und war dem Kriegsminister Lord Newcastle unterstellt.

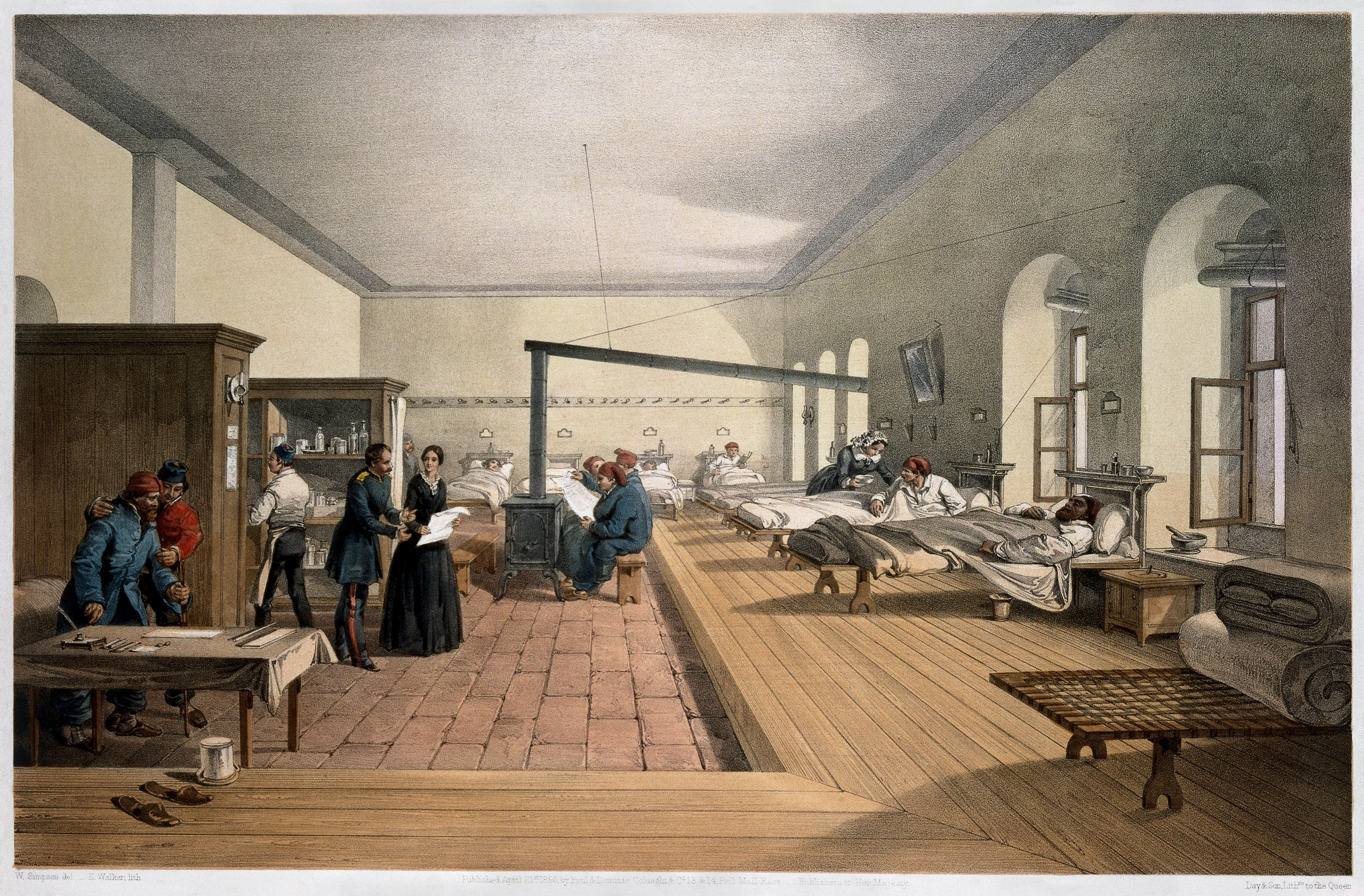
Das von Nightingale geleitete Militärkrankenhaus in Scutari (Lithografie von Day & Son, April 1856)

Im Oktober 1853 brach der Krimkrieg aus. Sidney Herbert hatte nun die Truppen im Krieg zu organisieren und stand damit vor der größten Aufgabe seiner Karriere. Er bemühte sich, die jahrzehntelange Vernachlässigung der Armee in kurzer Zeit wettzumachen, was aber nur unzureichend gelang. Im Februar 1855 scheiterte schließlich die ganze Regierung aufgrund militärischem Missmanagements und ausbleibender Kriegserfolge, wofür Herbert aber keine wirkliche Verantwortung trug.
Sein größtes Verdienst dieser Periode war die Förderung und Reform des Sanitätswesens und der Krankenpflege in der britischen Armee: Sidney Herbert und seine Frau waren privat eng mit Florence Nightingale befreundet; Herbert wurde ihr bedeutendster Fürsprecher in der Politik. Als Berichte über die katastrophale Versorgung der Verwundeten auf der Krim eintrafen, setzte Herbert durch, dass Nightingale in Scutari am Bosporus im Auftrag der Regierung ein Militärkrankenhaus in der Selimiye-Kaserne leiten konnte und lud sie in einem Brief in die Türkei ein. Die beiden arbeiteten in der Folgezeit eng miteinander zusammen, wenn auch nicht immer konfliktfrei.
Die Anstrengungen und Belastungen der Kriegsphase führten dazu, dass Herberts Gesundheitszustand sich deutlich verschlechterte. Er weigerte sich aber, sein Arbeitspensum zu reduzieren. Er wurde 1855 Kolonialminister in der Whig-Regierung unter Lord Palmerston, gab das Amt aber nach nur zwei Wochen aufgrund des Krim-Untersuchungsausschusses auf und blieb daraufhin der Politik fern.
Als Palmerston 1859 zum zweiten Mal Premierminister wurde, wurde Herbert schließlich Kriegsminister der liberalen Regierung und trat in seinem Amt die Nachfolge von Jonathan Peel an. In kurzer Zeit führte er unter großen Anstrengungen und mit schwankenden Erfolgsraten umfassende Reformprogramme durch. Wieder gemeinsam mit Florence Nightingale trieb er die Verbesserung des militärischen Sanitätswesens und der Verwundetenpflege voran. In Indien war er für die Formierung der Indian Army verantwortlich. In Großbritannien leitete er die Aufstellung der Volunteer Force, einer bürgermiliz-ähnlichen Freiwilligentruppe zum Schutz des Mutterlandes – man fürchtete nach der Orsini-Affäre einen Krieg mit Frankreich – und wurde erster Präsident der National Volunteer Association.
Gesundheitlich schwer angeschlagen sollte Herbert schließlich als Peer ins weniger anstrengende House of Lords wechseln, wofür er am 15. Januar 1861 für seine Verdienste zum Baron Herbert of Lea, of Lea in the County of Wilts, ernannt wurde. Es war jedoch zu spät. Im Juli gab Herbert seinen Ministerposten auf. Er starb dann kurz darauf Anfang des Folgemonats im Alter von nur 50 Jahren an der Brightschen Krankheit (Nephritis).

## Familie
Sidney Herbert war der Sohn von George Herbert, 11. Earl of Pembroke (1759–1827), und dessen zweiter Frau Jekaterina Woronzowa (Catherine Vorontsova) (1783– 1856). Sein Vater, ein General in der britischen Armee und Gouverneur von Guernsey, hatte selbst bereits von 1780 bis 1784 einen Sitz im House of Commons innegehabt und damals die Whigs unterstützt. Seine Mutter war die Tochter des russischen Botschafters Semjon Woronzow und Schwester des Michail Woronzow.
Als jüngerer Sohn eines Earls trug er von Geburt an das Höflichkeitsprädikat Hon. Sidney Herbert. Mit dem Erlangen der Baronswürde kurz vor seinem Tod wurde er dann als The Rt. Hon. The Lord Herbert of Lea tituliert.
Sidney Herbert war der zweite überlebende Sohn und ältester aus zweiter Ehe. Er hatte fünf Schwestern und eine Halbschwester. Sein älterer Halbbruder war Robert Herbert (1791–1862), nach dem Tod des Vaters 1827 der 12. Earl of Pembroke. Der ältere Bruder führte nach einer gescheiterten chaotischen Ehe mit einer italienischen Adligen ein unstetes Leben im Ausland, weshalb Sidney Herbert den Familiensitz Wilton House in Wilton (Wiltshire) übernahm und dort lebte. Auch das irische Gut Mount Merrion wurde von ihm verwaltet.

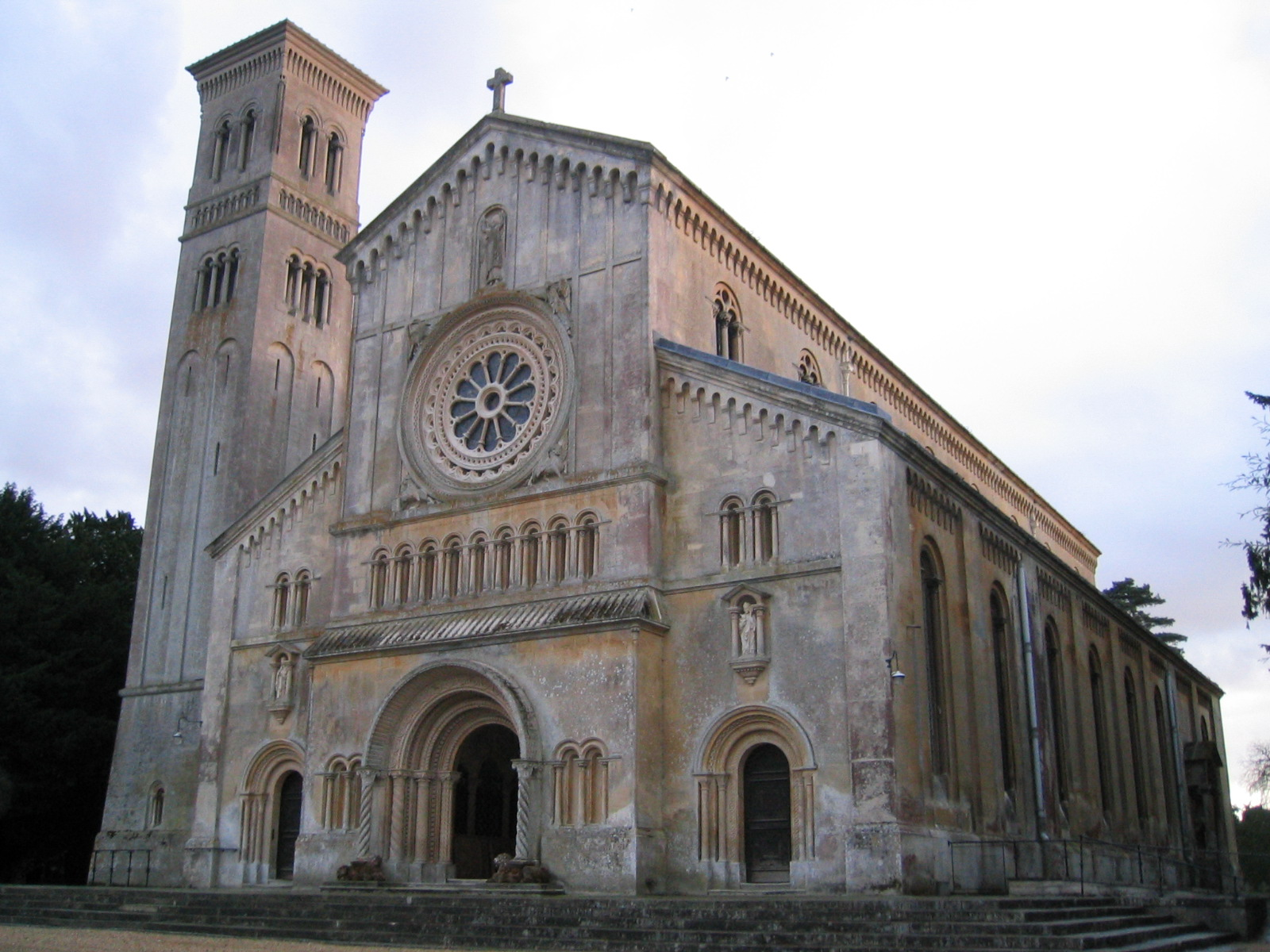
Kirche St. Mary und St. Nicholas in Wilton

Im Gegensatz zu seinem Bruder galt er als Musterbeispiel eines britischen Gentlemans und führte ein gesellschaftlich angesehenes Leben. Sein Vermögen setzte er für philanthropische Zwecke ein. So finanzierte er zusammen mit seiner Mutter in seinem Heimatort Wilton 1841 bis 1844 den Bau der prächtig ausgestatteten Kirche St. Mary und St. Nicholas im neoromanisch-lombardischen Stil. In dieser Kirche findet sich auch eine Grabfigur Herberts.
Im Jahr 1846 heiratete er Elizabeth (1822–1911), die Tochter des Generals Charles Ashe à Court. Elizabeth Herbert wurde wie ihr Mann als Philanthropin bekannt, bewegte sich in den besten Kreisen der hohen viktorianischen Gesellschaft und vertrat dort auch die politischen Ansichten ihres Mannes. Gemeinsam mit Lord Ashley schufen die beiden 1849 den Female Emigration Fund zur Unterstützung armer Frauen bei der Auswanderung in die Kolonien.
Das Paar hatte sieben Kinder:
1. Hon. Mary Catherine Herbert (1849–1935), ⚭ Friedrich von Hügel;
2. George Robert Charles, 13. Earl of Pembroke, 2. Baron Herbert of Lea (1850–1895);
3. Hon. Elizabeth Maud Herbert (1851–1933), ⚭ Sir Hubert Parry;
4. Sidney Herbert, 14. Earl of Pembroke (1853–1913), Unterhausabgeordneter;
5. Hon. William Reginald Herbert (1854–1870), starb beim Untergang der HMS Captain;
6. Hon. Michael Henry Herbert (1857–1904), Diplomat, Botschafter in den Vereinigten Staaten;
7. Hon. Constance Gwladys Herbert (1859–1917), ⚭ (1) St. George Lowther, 4. Earl of Lonsdale, ⚭ (2) Frederick Robinson, 2. Marquess of Ripon.

Mit Sidney Herberts Tod erbte sein ältester Sohn George die Baronie und damit auch den Sitz im House of Lords. Da dessen Onkel, der 12. Earl, seinem jüngeren Bruder ein halbes Jahr später ohne legitime Kinder ins Grab folgte, erbte George auch dessen Earlswürde und Baron Herbert of Lea wurde zu einem nachgeordneten Titel der Earls of Pembroke.
Der zweite Sohn, Sidney Herbert junior, folgte der Karriere seines Vaters und saß viele Jahre im House of Commons, verlor aber 1885 den heimatlichen Wahlkreis. Nach dem frühen Tod seines Bruders wurde er schließlich 14. Earl of Pembroke.
Herberts Witwe Elizabeth konvertierte nach dem Tod ihres Mannes und wurde eine fanatische Katholikin. Ihr Glaubenswechsel löste bei der anglikanischen Verwandtschaft einen Skandal aus und zerriss die Familie.

## Ehrungen

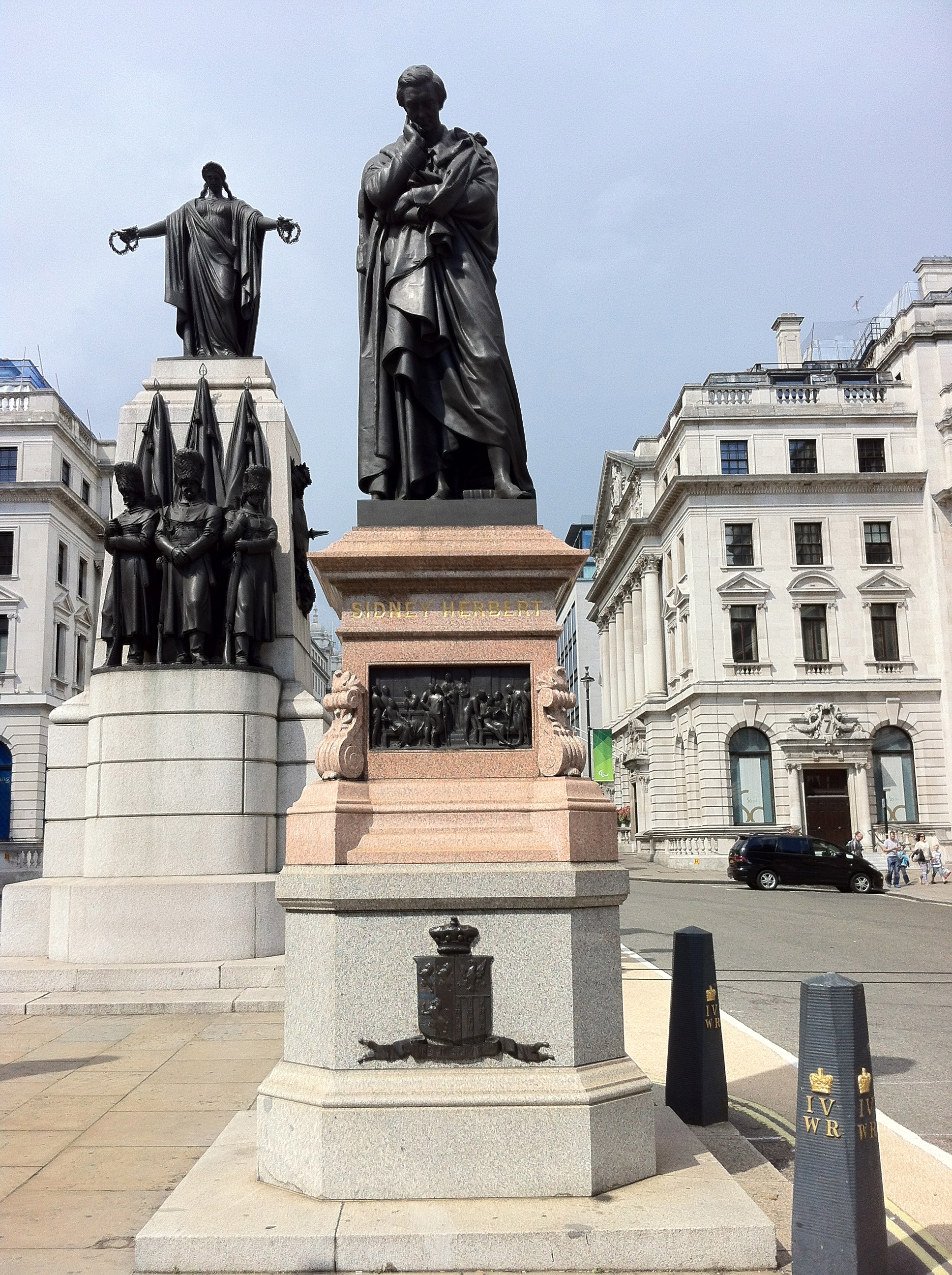
Statue Sidney Herberts vor dem Krimkriegsdenkmal in London

Bereits 1843 benannte eine Expedition unter James Clark Ross in der Antarktis den Herbert-Sund nach dem damaligen Admiralitäts-Staatssekretär.
Herbert war Mitglied und Förderer der Neuseeland-Kolonisationsgesellschaft Canterbury Association. Ihm zu Ehren benannte man daher 1849 die höchste Erhebung (920 Meter) der Banks Peninsula Mount Herbert.
Auch die Kleinstadt Pembroke in Ontario ist ihm zu Ehren benannt und trägt den Namen des Titels seines Vaters.
Nach seinem Tod wurde im Jahr 1863 eine Statue von ihm, von Baron Marochetti aus Bronze geschaffen, auf dem Marktplatz von Salisbury eingeweiht. Da sich Herbert in seiner Heimatregion als großer Wohltäter ausgezeichnet hatte, waren tausende Zuschauer bei der Einweihung anwesend. Die Statue wurde im Jahr 1953 aus Platzgründen in den Victoria Park versetzt.
Eine weitere, von Foley geschaffene Statue von ihm wurde im Jahr 1867 vor dem War-Office-Gebäude in Pall Mall in London errichtet. Beim Abriss des Bauwerks einige Jahrzehnte später versetzte man die Statue vor das Crimean War Memorial am Waterloo Place, wo sie bis heute neben der von Florence Nightingale steht.
Das von ihm und Nightingale geschaffene Militärkrankenhaus in Woolwich erhielt den Namen Royal Herbert Hospital. Auch in Bournemouth gab es ein Herbert Memorial Convalescent Hospital.